# Península Panigadi

Mapa de las islas Malvinas, con topónimos en idioma español (pulsar en la imagen para agrandarla).

La península Panigadi se encuentra ubicada en el este de la isla Gran Malvina, segunda isla por extensión del archipiélago de las Malvinas en el sur del océano Atlántico en América del Sur. Se encuentra en la costa occidental del estrecho de San Carlos, al noreste de puerto Mitre.
Según la Organización de las Naciones Unidas (ONU), las Islas Malvinas están en litigio de soberanía entre el Reino Unido, quien la administra como parte del territorio británico de ultramar de las Malvinas, y la Argentina, quien reclama su devolución. Las Islas Malvinas integran el departamento Islas del Atlántico Sur de la provincia de Tierra del Fuego, Antártida e Islas del Atlántico Sur.
El nombre de la península recuerda a Tulio Néstor Panigadi, que falleció en la tragedia del ARA Isla de los Estados durante la guerra de las Malvinas de 1982.